# Elefantiasis
La elefantiasis es un síndrome caracterizado por un aumento excesivo de volumen de algunas partes del cuerpo, especialmente en las extremidades inferiores y en los órganos genitales externos.
Puede producirse por diversas enfermedades que obstruyen el sistema linfático, lo cual produce un agrandamiento progresivo de extremidades o genitales, que se acompaña de aspereza, arrugas y fisuras de la piel y el tejido subcutáneo.
La elefantiasis se clasifica en dos grupos: filariana y no filariana. La filariana secundaria a la filariasis, y la no filariana secundaria a múltiples enfermedades, tales como: infecciones locales, infiltración metastásica, linfadenectomía quirúrgica, ruptura traumática de los canales linfáticos, secundario a radioterapia, linfosarcoma, quemaduras, otras enfermedades sistémicas (influenza, fiebre tifoidea) y otros.
Sinónimos de la elefantiasis no filariana: pie musgoso, linfangitis elefántica recurrente, elefantiasis verrugosa nostrum.

## Descripción
Esta enfermedad se debe a la obstrucción de vasos linfáticos, y es por ello que se dan como resultado de inflamaciones severas de diversa índole, y de parásitos sanguíneos como las filarias (parásitos habitantes de los vasos linfáticos, de cavidades corporales, corazón y otros lugares del cuerpo dependiendo de la especie). También causa malformación de huesos, la cual va deformando el cuerpo hasta donde la deformación lo permita.
Los linfogranuloma venéreos producen elefantiasis genital como signo característico. Es relativamente común el uso del término incorrecto "elefantitis".[cita requerida] La causa es una confusión entre iasis (condición resultante) e itis (irritación o inflamación).
Un tipo crónico de filariasis se caracteriza por inflamación y obstrucción de los vasos linfáticos y la hipertrofia de la piel y el tejido subcutáneo, que principalmente afecta a las extremidades inferiores y a los genitales externos. La enfermedad debe su nombre a los síntomas, especialmente la hinchazón de las extremidades, lo que hace que las piernas se parezcan a las de un elefante. El término se aplica a menudo a la hipertrofia y engrosamiento de los tejidos que resulten de cualquier causa. La elefantiasis verdadera, o elefantiasis filariensis, es más frecuentemente causada por un nemátodo, un gusano delgado parásito llamado Wuchereria bancrofti o filaria, que entra en el sistema linfático causando una obstrucción del drenaje. Las larvas de filaria son transmitidas por los mosquitos o las moscas que llevan la sangre infectada con ellos. La elefantiasis se encuentra más a menudo en zonas tropicales o subtropicales, como África central y algunas islas del Pacífico, y es rara o inexistente en la zona templada del planeta. Los signos visibles primero son la inflamación de los ganglios linfáticos, con inflamación temporal en la zona afectada, vetas rojas a lo largo de la pierna o el brazo, el dolor, la participación de escalofríos y fiebre (fiebre elefantoidea), seguido de la formación de úlceras y tubérculos, con un engrosamiento, decoloración y agrietamiento de la piel. Para la destrucción de los parásitos se deben administrar medicamentos específicos; por otra parte, los vendajes y la elevación de la zona afectada ayudan a aliviar la hinchazón. El control sanitario, para eliminar los insectos portadores de la enfermedad, es el método más eficaz para su eliminación definitiva.

## Impacto en relaciones sociales del enfermo
El entorno familiar y social del enfermo es igualmente afectado por esta situación.

## Tratamiento

### No quirúrgico
El tratamiento de la filariasis se hace con un antihelmíntico como Albendazol®, que para conseguir la curación debe ser administrado simultáneamente con Ivermectina® o con dietilcarbamazina para eliminar las microfilarias o larvas, en las patologías en que éstas se presentan. El medicamento y la dosis precisa deben ser determinados por prescripción médica para cada caso específico. La extirpación quirúrgica de los nódulos oncocercomas (nodulectomía) es una medida usada para el tratamiento y control específica de la oncocercosis.
El tratamiento farmacológico de las filariasis se realiza con ivermectina, dietilcarbamacina y albendazol. Pero todos ellos presentan serios inconvenientes, ya que el tratamiento farmacológico debe mantenerse durante mucho tiempo debido a la larga duración de los gusanos adultos, la alta frecuencia de re-infestaciones y la falta de vacunas. Si se quiere interrumpir la transmisión, se hace necesaria la aparición de fármacos eficaces que eliminen la producción de formas embrionarias de forma total y definitiva.
En el caso de la filariasis linfática crónica el tratamiento proporciona poco beneficio. Ninguno de los fármacos consigue eliminar los gusanos adultos y si el nivel de microfilarias en sangre es elevado, pueden producirse reacciones inmunológicas severas, por lo que el tratamiento se asocia a antihistamínicos, antipiréticos e incluso corticoides.
La principal estrategia recomendada para la interrupción de la transmisión es el tratamiento anual en masa de las áreas endémicas con una única dosis de albendazol, en combinación con ivermectina o dietilcarbamacina. No obstante, en casos severos, la dietilcarbamacina debe administrarse con extrema precaución, debido a sus efectos secundarios. Estos tratamientos deben complementarse con terapia antimicrobiana para tratar las infecciones secundarias.
El tratamiento indicado para la loasis es la dietilcarbamacina, que presenta eficacia frente a los gusanos adultos y frente a las microfilarias. Sin embargo, también se pueden producir reacciones alérgicas por la muerte del parásito por lo que se recomienda el uso de corticoides. Para los parásitos que migran a través del ojo se puede utilizar la cirugía para su estirpación.
En el caso de la oncocercosis, el tratamiento seleccionado es ivermectina y el control vectorial que está demostrando su utilidad en la interrupción de la transmisión de la enfermedad. Además, la administración semianual en masa de ivermectina parece que están interrumpiendo la transmisión.
La profilaxis o prevención de estas parasitosis se basa en evitar la picadura del insecto vector empleando repelentes e insecticidas, cubriéndose el cuerpo con ropa, protegiendo las casas con mallas metálicas y destruyendo, si es posible, las zonas de reproducción del insecto. El peligro de que los viajeros sean infectados por cualquiera de las filarias es real pero de importancia relativa, pues suelen ser parasitosis ligeras
Así pues, los avances en los métodos de tratamiento y de control de la transmisión junto con la mejora en las técnicas de diagnóstico de la infección apuntan a una posible erradicación en el tiempo de estas parasitosis. Habiendo establecido la Organización Mundial de la Salud dos objetivos claves para su eliminación: detener la propagación de la infección por filariasis en todos los países endémicos, y aliviar y prevenir el sufrimiento y discapacidad de los individuos afectados.

#### Método Földi
- La Terapia Descongestiva Compleja (TDC), nombrada Foldi por Michael Foldi.

### Quirúrgico

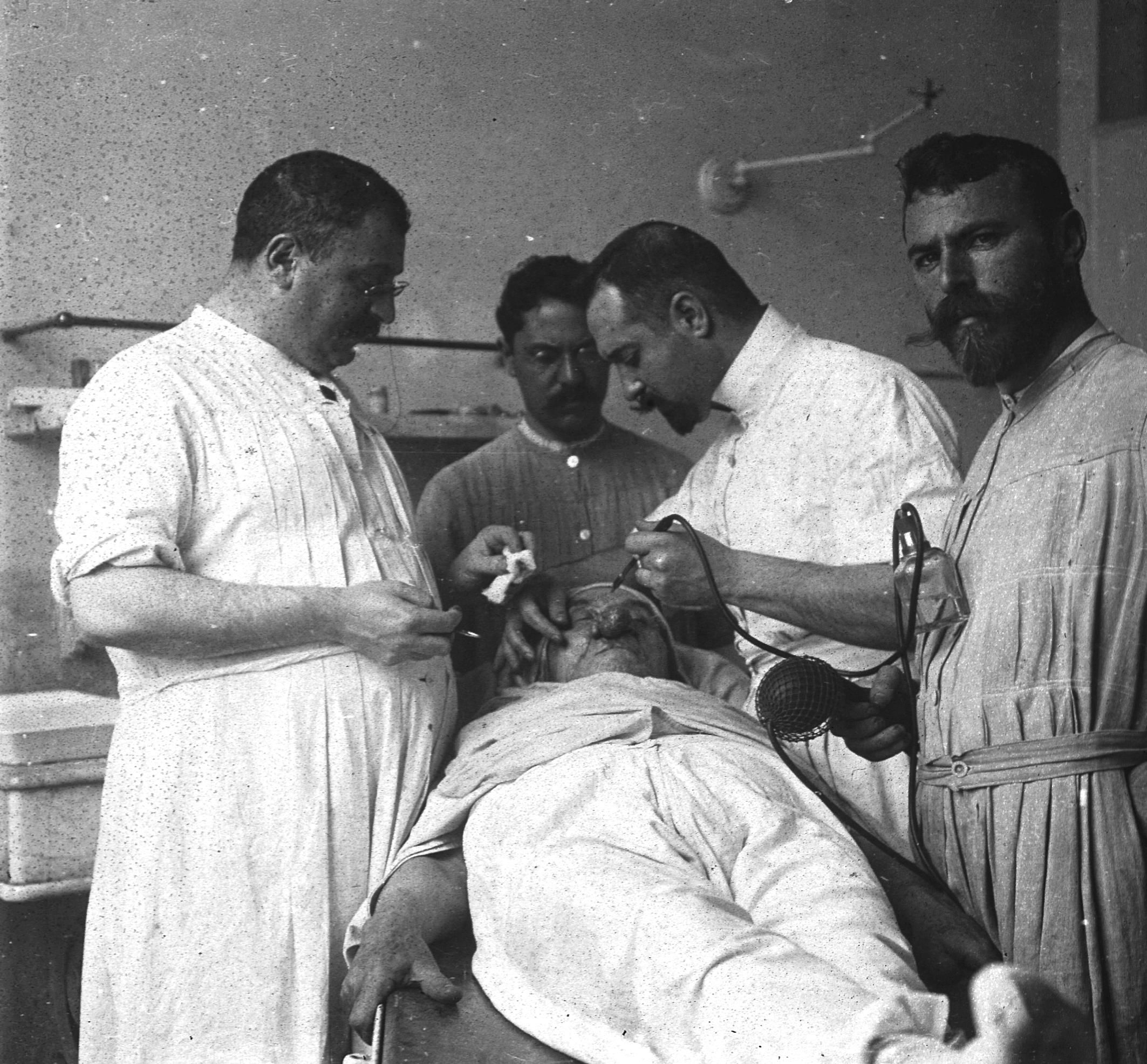
Operación de elefantiasis

Los tratamientos quirúrgicos por lo general son solamente eficaces cuando la inflamación afecta el escroto (no siempre en esta parte del cuerpo son eficaces; pero tienden a serlo), pero no a las extremidades. 